# Amasia (continent)
Amasia este un posibil supercontinent viitor, care ar putea fi format prin fuziunea Asiei și Americii de Nord. Această ipoteză se bazează îndeosebi pe faptul că Placa Pacificului se află deja în subducție sub Eurasia și America de Nord, un proces care, dacă continuă, va determina închiderea Pacificului. Între timp, din cauza crestei din mijlocul Oceanului Atlantic, America de Nord va fi probabil împinsă spre vest. Astfel, Atlanticul la un moment dat în viitor, s-ar putea să fie mai mare decât Pacificul. În Siberia, granița dintre plăcile eurasiatice și nord-americane este staționară de milioane de ani. Combinarea acestor factori ar face ca America de Nord să fie combinată cu Asia, formând astfel un supercontinent.
Un studiu din februarie 2012 prevede că Amasia se va forma peste Polul Nord, în aproximativ 50 de milioane până la 200 de milioane de ani.

## Scenarii alternative
Paleogeologul Ronald Blakey a descris următorii 15 până la 100 de milioane de ani de dezvoltare tectonică ca fiind destul de stabiliți și previzibili, dar nici un supercontinent nu se va forma în acel interval de timp. Dincolo de asta, el avertizează că înregistrarea geologică este plină de schimbări neașteptate în activitatea tectonică care fac proiecțiile ulterioare „foarte, foarte speculative”. Pe lângă Amasia, alte două supercontinente ipotetice — „Pangaea Proxima” a lui Christopher Scotese și „Novopangaea” a lui Roy Livermore — au fost ilustrate într-un articol New Scientist din octombrie 2007. Un alt supercontinent, Aurica, a fost propus în vremuri mai recente.